# Liberata Masoliver i Raballat
Liberata Masoliver i Raballat   (Sabadell, 18 de gener de 1911 - Terrassa, 5 de juliol de 2004) va ser una novel·lista catalana. Els temes de la seva obra inclouen la Guerra Civil Espanyola, l'experiència colonial espanyola a Guinea Equatorial i Etiòpia, a més de la vida a l'Espanya franquista.
Era filla d’un inventor i industrial de Sabadell. A casa tenien una bona biblioteca i a ella li agradava molt llegir. Va començar a treballar als 16 anys ajudant el pare. Als 21 anys es va casar amb Josep Maria Barrera, inventor, i van anar a viure a Sant Cugat del Vallès.
L’any 1954, quan tenia 43 anys i ja havia escrit 25 novel·les (d’amor, de guerra, de revolució, exòtiques, etc.), va decidir presentar-ne una al Premi Elisenda de Montcada, per intentar guanyar diners. Signà l'original com a  L. Masoliver, perquè no se sabés que l’autor era una dona i, alhora, per tenir més possibilitats de guanyar. L’obra, Efún, ambientada a l’Àfrica de la Guinea colonial espanyola, va rebre el primer premi. Més tard, les seves novel·les van despertar interès a Hollywood.